# Hazard (Kentucky)
Hazard es una ciudad ubicada en el condado de Perry, del cual es sede, en el estado estadounidense de Kentucky. En el Censo de 2020 tenía una población de 5,263 habitantes y una densidad poblacional de 251.9 personas por km².

## Geografía

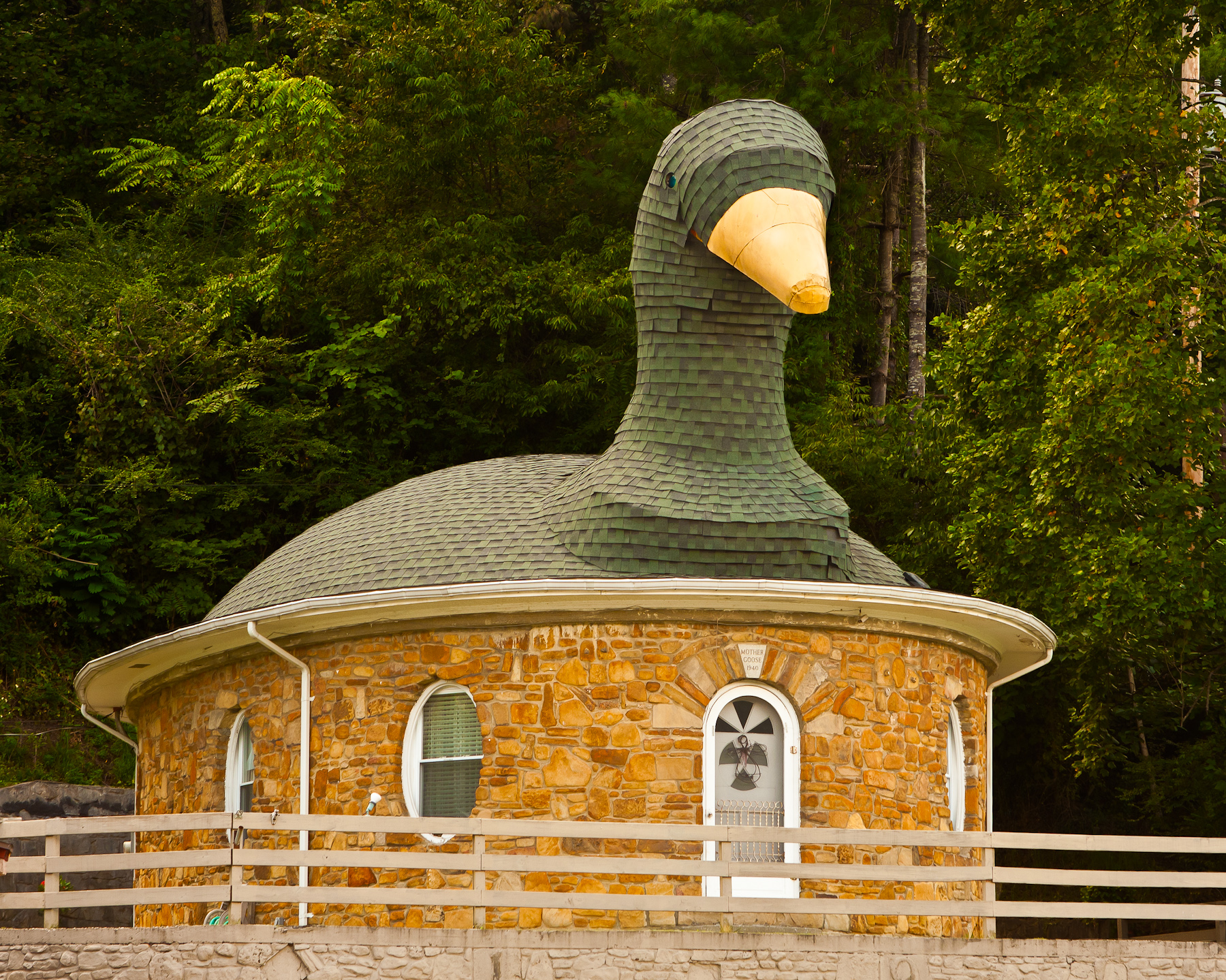
Mother Goose House («Casa de la madre ganso»)

Hazard se encuentra ubicada en las coordenadas 37°14′54″N 83°11′23″O / 37.24833, -83.18972. Según la Oficina del Censo de los Estados Unidos, Hazard tiene una superficie total de 13,65 km², de la cual 13,32 km² corresponden a tierra firme y (2,43%) 0,33 km² es agua.

## Demografía
Según el censo de 2010, había 4456 personas residiendo en Hazard. La densidad de población era de 326,4 hab./km². De los 4456 habitantes, Hazard estaba compuesto por el 90,42% blancos, el 5,92% eran afroamericanos, el 0,13% eran amerindios, el 1,17% eran asiáticos, el 0% eran isleños del Pacífico, el 0,36% eran de otras razas y el 2% pertenecían a dos o más razas. Del total de la población el 0,38% eran hispanos o latinos de cualquier raza.